# Rainding
Rainding ist ein Gemeindeteil der Gemeinde Haarbach im niederbayerischen Landkreis Passau.

## Lage
Das Pfarrdorf Rainding liegt im Isar-Inn-Hügelland etwa drei Kilometer nordöstlich von Haarbach und etwa drei Kilometer südwestlich von Ortenburg.

## Geschichte
Der Ort wurde um 1125 erstmals urkundlich erwähnt als Sitz des Adelsgeschlechtes der Herren von Rainting. In seinem Testament von 1376 erwähnt Heinrich Tuschl von Söldenau die Veste und Hofmark, die er Friedrich von Rottau für 100 Pfund und 60 Regensburger Pfennig pfandweise überlassen hatte. 1378 kauften die bayerischen Herzöge Otto, Stephan, Friedrich und Johann den Besitz.
1389 mit Auflagen und endgültig 1392 erwarb Ulrich der Ecker Rainding, nach dessen Tod 1427 es an Heinrich von Ortenburg überging. Die Grafen von Ortenburg setzten Pfleger in Rainding ein. Von 1383 bis 1528 befand sich dieses Amt in den Händen der Familie Wiels. Nach der Einführung der Reformation in Ortenburg besetzten bayerische Truppen 1564 und erneut 1574 die Burg von Rainding, worauf die Hofmark dem Grafen entzogen wurde.
1602 erhielten die Ortenburger ihre Güter zurück, doch 1636 verkaufte Graf Friedrich Casimir der Ältere die Hofmark Rainding an Kloster Aldersbach. Am Ende des Dreißigjährigen Krieges plünderten 1648 schwedische Truppen Rainding. Vermutlich wurde dabei auch die Burg zerstört. Anschließend starben viele Menschen an der Pest. Im Jahr 1700 wurde mit dem Bau der neuen Kirche begonnen. 1733 erhielt Rainding seine erste öffentliche Schule.
Nach der Säkularisation in Bayern 1803 übernahm das Landgericht Griesbach die Gerichtsbarkeit der Hofmark. Rainding war Teil der Gemeinde Sachsenham und kam mit dieser am 1. Februar 1970 zur Gemeinde Haarbach.
In kirchlicher Hinsicht war Rainding ursprünglich eine Filiale von Steinkirchen bei Ortenburg und gehörte nach der Reformation zur Pfarrei Holzkirchen. 1614 wurde eine Expositur, 1626 ein Vikariat und 1812 die Pfarrei Rainding errichtet.

## Sehenswürdigkeiten
- Die Pfarrkirche St. Michael ist ein 1700 bis 1715 (Anschaffung der Altäre) errichteter einschiffiger Barockbau. 2009 wurde die Kirche renoviert.[1]

## Vereine
| - Faschingsverein Rainding 1972 e.V. - SV Rainding, gegründet am 27. Juni 1979 - Deutscher Alpenverein Passau Ortsgruppe Rainding - Frauenbund Rainding - Katholische Landjugend Rainding - Freiwillige Feuerwehr Rainding - Bayerischer Bauernverband Rainding | - Wasserversorgungsgenossenschaft Rainding - KSK Rainding - Seniorenclub Rainding - Wanderverein Rainding - Roadinger Gmiatlichkeit e. V. - Trommlerzug Rainding - Ortsgemeinde Rainding |